# 八王子宿
八王子宿（はちおうじしゅく）は、甲州街道の宿場であり、八王子十五宿、八王子横山十五宿とも呼ばれる。現在の東京都八王子市の市街地の元となった。飯盛旅籠が置かれ、戦後まで続いた。

## 歴史
1590年（天正18年）、後北条氏が豊臣秀吉と敵対し、八王子城は上杉景勝・前田利家らの北陸勢の猛攻を受けて落城した。その後小田原城が降伏し、北条氏照が兄の北条氏政とともに敗戦の責任をとって切腹すると、没収されたこの地方は後北条氏の旧領全域とともに徳川家康に与えられた。家康もまた後北条氏と同じく、家康の居城が置かれる江戸を甲州口から守るための軍事拠点として八王子を位置付け、徳川家康譜代となっていた武田家遺臣から構成する八王子千人同心を置いた。
徳川氏は後北条氏のように八王子に支城を置くことはせず、八王子城を廃城とした上で八王子を直轄領とした。八王子には関東各地の直轄領（御料）を支配する代官18人が駐在することとなり、武田家旧臣の大久保長安が代官頭を務めてこの地方の開発を担当した。大久保長安は甲州街道を整備し、1593年（文禄2年）には八王子城下（元八王子）より東の浅川南岸の街道沿いに新たに八王子町（千人町付近）を設け、旧八王子城下の住民を街道沿いに移住させた。
徳川氏による八王子の開発の結果、1650年代までに現在の八王子の中心市街（八王子駅の北側）には、甲州街道に沿って何町も連なる大きな宿場町が完成した。十王堂宿（新町）、横山宿、八日市宿、本宿、八幡宿、八木宿、子安宿、馬乗宿（天神町、中町、三崎町、南町、南新町）、小門宿、本郷宿、上野（上野原）宿、横町、寺町、久保宿（追分町、日吉町）、嶋坊（嶋野坊）宿（日吉町、千人町）からなる「八王子十五宿（八王子横山十五宿）」と呼ばれた。八日市・横山・八幡などの地名は、滝山城の城下町から八王子城の城下町へ、そして八王子町へと受け継がれたものである。
八王子十五宿は横山宿（現：横山町）と八日市宿を中心に栄え、4と8の付く日に市が開かれ、4の付く日は横山宿、8の付く日は八日市宿で市が立ち、八王子名産の絹織物など様々な商品が売買された。八日市（現：八日町）の地名はこれに由来する。これを原型として、横山町と八日町を中心に甲州街道沿いに栄えた商店街がのちの八王子中心市街地へ発展することとなった（八王子市の歴史も参照）。
1704年（元禄17年）に八王子宿への代官の駐在は廃され、関東御料の代官は江戸に移住した。なお、八王子宿は幕府直轄の天領であったが、江戸近郊の常として周辺の村には旗本や小大名の相給地も多く、一元的領域支配は行われていない。譜代旗本の八王子千人同心が在住して付近の治安を保った。何度か大火の記録が残る。
伝馬囲い、八人八疋。
前後の宿場は、日野宿 - 八王子宿 - 駒木野で、駒木野（現：裏高尾町）の小仏峠には小仏関所が置かれた。
1867年（慶応3年）11月25日、上田修理（本名：長尾真太郎）ら十数名の集団によって甲府城攻略が計画されるが、事前に八王子千人同心に露見し八王子宿で撃退された（江戸薩摩藩邸の焼討事件）。
1868年（慶応4年）3月、幕末の戊辰戦争では焼かれなかった（詳細は八王子千人同心を参照）。
江戸時代中期より絹の生産が奨励され、明治時代には絹の道（神奈川往還）の終着宿場として栄えた。